# Morné du Plessis
Morné du Plessis OIS (* 21. Oktober 1949 in Transvaal) ist ein ehemaliger südafrikanischer Rugby-Union-Spieler, der oft als einer der erfolgreichsten Kapitäne der Springboks bezeichnet wird. In den Jahren 1975 bis 1980, in denen er als Kapitän amtierte, gewannen die Springboks 13 von 15 Spielen, was für du Plessis eine Erfolgsquote von 86,66 % bedeutet.
Sein Vater Felix du Plessis war ebenfalls Kapitän der Springboks und seine Mutter Pat führte die südafrikanische Frauen-Hockey-Nationalmannschaft als Kapitänin an. Felix und Morné sind das einzige Vater-und-Sohn-Gespann, das bisher Springboks-Kapitäne stellte. Morné ist der einzige Kapitän, dessen Eltern jeweils Nationalmannschaften als Kapitäne anführten. Morné du Plessis war Teammanager jener Mannschaft, welche die Weltmeisterschaft 1995 gewann.
Du Plessis gründete zusammen mit Tim Noakes das Sports Science Institute of South Africa in Kapstadt, die Bioenergetics of Exercise Research Unit an der Universität Kapstadt und den Medical Research Council (umbenannt zu UCT/MRC Research Unit for Exercise Science and Sports Medicine im Jahr 2000).

## Frühes Leben und Karriere
Du Plessis wurde am 21. Oktober 1949 in Vereeniging geboren, mehrere Quellen nennen jedoch fälschlicherweise Krugersdorp als seinen Geburtsort. Seine Mutter Pat (geb. Smethurst) war Kapitänin von Südafrikas Frauen-Hockey-Nationalmannschaft im Jahr 1954. Ein Onkel mütterlicherseits, Horace, war Kapitän der südafrikanischen Fußballnationalmannschaft, die 1947 Australien und Neuseeland bereiste. Sein Vater Felix du Plessis spielte auf der Position des Locks und debütierte für Südafrika am 16. Juli 1949 im Newlands-Stadion in Kapstadt gegen die All Blacks. Sein Team besiegte die neuseeländischen Gäste in allen drei Spielen. Sechs Wochen nach dem letzten Test Match wurde Morné geboren. Felix arbeitete als Vertreter für die South African Breweries, wechselte dann den Job und ging nach Vereeniging, um dort die Sport- und Freizeitabteilung von Iscor (gehört heute zu ArcelorMittal) zu verwalten. Er zog nach Stilfontein, wo er einen Spirituosenladen eröffnete, einer der ersten Läden in der Stadt. Morné erinnert sich an seinen Vater als eine sanfte und zurückgezogene Persönlichkeit, die seinem Sohn beim Rugby spielen erst zusah, als der schon bei der Universität Stellenbosch war.

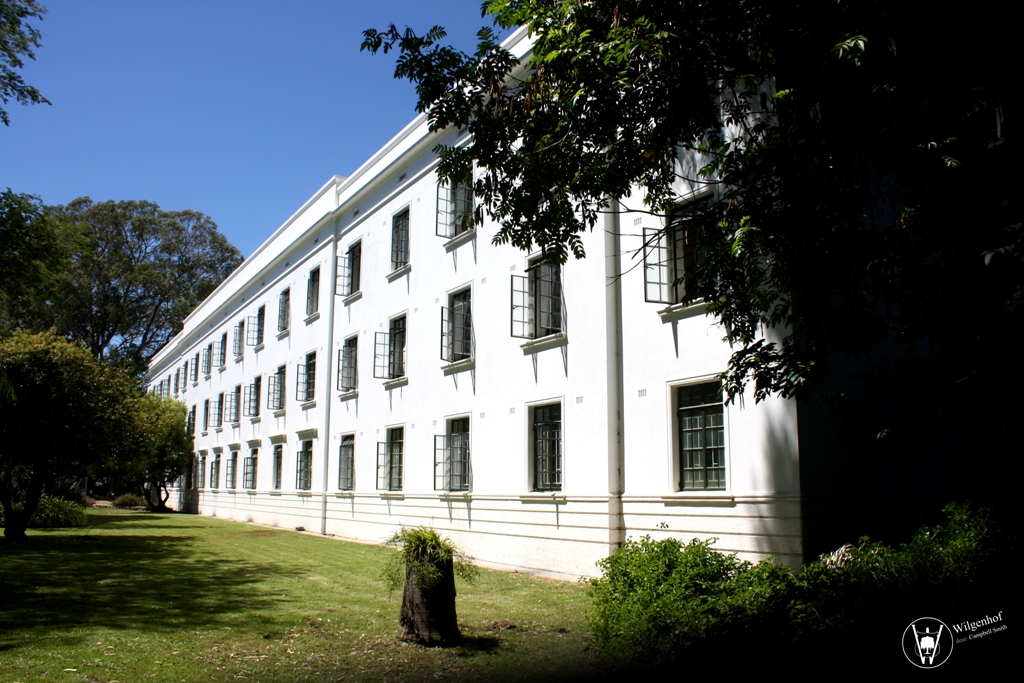
Wilgenhof men's residence, in der du Plessis während seines Aufenthaltes an der Universität Stellenbosch lebte.

Im Jahr 1966 immatrikuliert sich du Plessis am Grey College in Bloemfontein, wo er allerdings mehr beim Cricket als beim Rugby hervorstach. Während er nicht für das Rugby-Turnier Free State Craven Week nominiert wurde, nahm man ihn zum Cricket-Turnier 1966 South African Schools XI als seam bowler mit. An der Universität spielte er im Rugby zunächst als Verbindungshalb (fly-half), wechselte später aber auf die Position des Innendreiviertels (center), um dem zukünftigen Rugby-Nationalspieler Dawie Snyman Platz zu machen. Du Plessis absolvierte 1967 seinen Wehrdienst am Naval Gymnasium in Saldanha Bay. Von 1968 bis 1972 studierte er Arbeitspsychologie an der Universität Stellenbosch und schloss mit einem Bachelor of Arts ab. Er wohnte im Studentenwohnheim Wilgenhof men's residence, das damals vom ehemaligen Nationalspieler und zukünftigen Verbandspräsidenten Danie Craven verwaltet wurde.
An der Universität war du Plessis anfangs mehr an Cricket als an Rugby interessiert; er hatte sich für die Universität entschlossen, um dort im Universitätsteam Cricket zu spielen. Aufgrund seines überragenden Könnens wurde er 1971 in die südafrikanische Cricket-Universitätsmannschaft berufen, im selben Jahr auch noch in das Cricketteam der Western Province. In seinen fünf First-Class Spielen als right-arm medium pace bowler, erzielte er 16 Wickets bei durchschnittlich 25,62 Runs pro Wicket. Seine beste Performance waren vier Wickets für 71 Runs. Als Barry Richards, der Batsman der Auswahl Südafrikas und der Mannschaft Natals, gegen du Plessis im Finale des Castle Cups zwei Sechser vor dem Mittagessen schlug, entschied du Plessis, dass er sich doch eher auf Rugby konzentrieren sollte.
Da Rugby an der Stellenbosch-Universität seit jeher ohnehin deutlich beliebter als Cricket ist und du Plessis in einem Wohnheim mit starker Rugbytradition lebte, lenkte sich seine Aufmerksamkeit auf Rugby. Später erinnerte er sich: „Wenn du nach Stellenbosch gehst, um Cricket zu spielen, dann ist es wie nach Indien zu gehen, um Rugby zu spielen“. Nach seinem ersten Rugby-Jahr in Stellenbosch spielte er für die erste Mannschaft der Universität in der Position des Zweite-Reihe-Stürmers (lock) und wurde später für die U20-Mannschaft der Provinz in der gleichen Position ausgewählt. Trotz seiner Größe von 1,95 m hielt ihn Trainer Craven für zu klein, um auf dieser Position zu spielen, und stellte ihn auf die Nummer 8. 1971 wurde du Plessis zum Rugby-Team der Western Province einberufen und schließlich zum Kapitän ernannt. Seine 103 Spiele als Kapitän für die Provinzauswahl sind bis heute ein Rekord.

## Internationale Karriere
Du Plessis machte sein Test-Match-Debüt 1971 während der Springboks-Tour durch Australien. Du Plessis spielte in allen drei Test Matches als Nummer 8. Die südafrikanischen Springboks gewannen mit 18:6 in Sydney, 14:6 in Brisbane und 19:11 in Sydney.
Du Plessis war laut Verbandspräsident Craven dafür bekannt, kein Blatt vor den Mund zu nehmen. Er geriet bald in Schwierigkeiten, nachdem er seinen Springboks-Blazer mit Jeans getragen hatte. Seine liberalen Ansichten, in denen er von Frederik van Zyl Slabbert beeinflusst wurde, und seine spätere Unterstützung für die Progressive Federal Party, liefen der konservativen Verbandspolitik zuwider. Darüber hinaus kam es immer wieder zu umstrittenen Vorfällen während seiner nationalen und internationalen Karriere. Während der Vorbereitung auf die Frankreich-Tour 1974 schlug du Plessis Kleintjie Grobler bewusstlos, trotzdem spielten beide in diesem Jahr zusammen in der Nationalmannschaft gegen die Franzosen. Aber der wohl berüchtigtste Zwischenfall war das Foul an Naas Botha, als du Plessis ihm im Currie-Cup-Halbfinale 1977 einen Knochenbruch zufügte. Der nachfolgende Straftritt von Pierre Edwards war erfolgreich, du Plessis und sein Team verloren das Spiel 17:15. Die Fans von Groblers Mannschaft waren so wütend, dass du Plessis von der Polizei vom Feld eskortiert werden musste.
1974 standen die Springboks den in Südafrika tourenden British Lions gegenüber, die ohne Niederlage durchs Land fegten. Sie gewannen 19 von 20 Spiele auf südafrikanischem Boden (plus je eines in Namibia und Rhodesien), die Lions remisierten nur in ihrem letzten Test Match. Du Plessis spielte in den ersten beiden Test Matches und wurde für das dritte nicht mehr nominiert. Während des ersten losen Gedränges des ersten Spiels im Newlands-Stadion erhielt er einen ungerechtfertigten Schlag von Derek Quinnell. Die Schwellung verschloss beinah sein Auge, aber er weigerte sich, Vergeltung zu üben. Die Test-Match-Serie war auf südafrikanischer Seite gekennzeichnet von häufigen Spielerwechseln. So versuchte man, der britischen Übermacht Herr zu werden. Nur vier Spieler spielten alle vier Test Matches. Am Ende der Saison 1974 bestritt du Plessis die Springbok-Tour in Frankreich. Südafrika gewann beide Test Matches, 13:4 in Toulouse und 10:8 im Parc des Princes in Paris. Für die Tour Frankreichs durch Südafrika im Jahr 1975 wurde du Plessis zum Kapitän der Springboks ernannt. Er startete erfolgreich als Skipper und die Springboks gewannen 38:25 in Bloemfontein und 33:18 in Pretoria.
1976 spielten die Springboks eine Serie von vier Test Matches gegen die All Blacks. Sie gewannen das erste Spiel 16:7, verloren aber das zweite 15:9. Du Plessis und seine Teamkollegen kehrten im dritten Spiel zurück und gewannen 15:10. Die Springboks entschieden die Serie mit einem 15:14-Sieg über die Neuseeländer im vierten und letzten Match. Im darauffolgenden Jahr führte er die Springboks zum 45:24-Sieg über eine Weltauswahl in Pretoria. Obwohl Anti-Apartheid-Boykotte südafrikanische Sportmannschaften zunehmend isolierten, traten die Springboks 1980 in zwei Spielen gegen die Auswahl Sudamérica XV an, die hauptsächlich aus argentinischen Spielern bestand. Südafrika gewann 24:9 in Johannesburg und 18:9 in Durban. Du Plessis führte die Springboks 1980 in Südafrika als Kapitän gegen die British Lions, wobei die vier Test Matches umfassende Serie mit 3:1 entschieden werden konnte. Auf der Südafrikanischen Rugby Tour durch Südamerika konnte er aufgrund einer Verletzung, die er sich in einem Currie-Cup-Match zugezogen hatte, nur zwei Spiele bestritten, darunter nur ein internationales Match gegen die Sudamérica XV.
Dass du Plessis vor der umstrittenen 1981er-Tour durch Neuseeland plötzlich seine Rugbykarriere beendete, lag an einer Kombination aus geistiger Erschöpfung und dem Tod seines Western Province-Teamkollegen, Chris Burger in einem Currie-Cup-Spiel. Im Spiel gegen die Mannschaft des Free State at Bloemfontein im Jahr 1980 starb der 28-jährige Burger, nachdem er eine Nackenverletzung erlitten hatte, entweder während er von zwei Spielern getackelt wurde oder während des anschließenden losen Gedränges. Craven wollte du Plessis dazu überreden, weiterzuspielen, und blieb überzeugt davon, dass Südafrika die Serie gewonnen hätte, wenn du Plessis die Tour gespielt hätte. Alles in allem spielte du Plessis 32 Spiele für Südafrika und konnte dabei 18 von 22 Test Matches gewinnen. Mit ihm als Kapitän gewannen die Springboks 13 Spiele und verloren nur zwei.

## Internationale Spiele
| Gegner                  | Ergebnis (SA 1.) | Position | Versuche | Datum              | Austragungsort                         |
| ----------------------- | ---------------- | -------- | -------- | ------------------ | -------------------------------------- |
| Australien              | 19:11            | Number 8 |          | 17. Juli 1971      | Sydney Cricket Ground, Sydney          |
| Australien              | 14:6             | Nummer 8 |          | 31. Juli 1971      | Brisbane Exhibition Ground, Brisbane   |
| Australien              | 18:6             | Nummer 8 |          | 7. August 1971     | Sydney Cricket Ground, Sydney          |
| British and Irish Lions | 3:12             | Nummer 8 |          | 8. Juni 1974       | Newlands Stadium, Kapstadt             |
| British and Irish Lions | 9:28             | Flanker  |          | 22. Juni 1974      | Loftus Versfeld Stadium, Pretoria      |
| Frankreich              | 13:4             | Nummer 8 |          | 23. November 1974  | Stadium Municipal, Toulouse            |
| Frankreich              | 10:8             | Nummer 8 |          | 30. November 1974  | Parc des Princes, Paris                |
| Frankreich              | 38:25            | Nummer 8 |          | 21. Juni 1975      | Free State Stadium, Bloemfontein       |
| Frankreich              | 33:18            | Number 8 | 1        | 28. Juni 1975      | Loftus Versfeld Stadium, Pretoria      |
| Neuseeland              | 16:7             | Nummer 8 |          | 24. Juli 1976      | Kings Park Stadium, Durban             |
| Neuseeland              | 9:15             | Nummer 8 |          | 14. August 1976    | Free State Stadium, Bloemfontein       |
| Neuseeland              | 15:10            | Nummer 8 |          | 4. September 1976  | Newlands Stadium, Kapstadt             |
| Neuseeland              | 15:14            | Nummer 8 |          | 18. September 1976 | Ellis Park Stadium, Johannesburg       |
| World XV                | 45:24            | Nummer 8 |          | 27. August 1977    | Loftus Versfeld Stadium, Pretoria      |
| Südamerika              | 24:9             | Nummer 8 |          | 26. April 1980     | Wanderers Stadium, Johannesburg        |
| Südamerika              | 18:9             | Nummer 8 | 1        | 3. Mai 1980        | Kings Park Stadium, Durban             |
| British and Irish Lions | 26:22            | Nummer 8 |          | 31. Mai 1980       | Newlands Stadium, Cape Town            |
| British and Irish Lions | 26:19            | Nummer 8 |          | 14. Juni 1980      | Free State Stadium, Bloemfontein       |
| British and Irish Lions | 12:10            | Nummer 8 |          | 28. Juni 1980      | Boet Erasmus Stadium, Port Elizabeth   |
| British and Irish Lions | 13:17            | Nummer 8 |          | 12. Juli 1980      | Loftus Versfeld Stadium, Pretoria      |
| Südamerika              | 30:16            | Nummer 8 | 1        | 25. Oktober 1980   | Prince of Wales Country Club, Santiago |
| Frankreich              | 37:15            | Nummer 8 |          | 8. November 1980   | Loftus Versfeld Stadium, Pretoria      |

## Nachwirkung
Du Plessis trug in vielfältiger Weise zu dem Spiel bei, das er spielte. Neben der Mitbegründung des Sports Science Institute gründete er 1980 den Chris Burger Fund, dessen Vorsitzender er ist. Der Fonds wurde in Chris Burger Pedro Jackson Players' Fund umbenannt. Du Plessis Organisation sammelt Geld für die finanzielle Unterstützung von ernsthaft verletzten südafrikanischen Rugbyspielern und zielt darauf ab, Verletzungen vorzubeugen. Der Fonds hat im Falle schwerwiegender Verletzungen eine 24-stündige gebührenfreie Notfallhotline eingerichtet.
Er wurde zum Mitglied der Laureus World Sports Academy gewählt und zum Vorsitzenden des Laureus Sport for Good Foundation (Südafrika) ernannt.
Laureus sammelte 260 Millionen Rand, um die Lebensbedingungen benachteiligter Jugendlicher zu verbessern und unterstützt elf Projekte in Südafrika und rund 70 weltweit.

## Ehrungen
Du Plessis wurde 1976, 1977, 1979 und 1980 als Südafrikas Rugbyspieler des Jahres nominiert. 1999 wurde er in die International Rugby Hall of Fame aufgenommen und 2006 in die südafrikanische Sport- und Kunsthalle des Ruhmes. Im Jahr 2007 zeichnete die südafrikanische Regierung du Plessis mit dem Order of Ikhamanga in Silber für „hervorragende Leistung im Rugby … und die Nutzung von Sport für sozialen Wandel“ aus.

## Persönliches
Du Plessis ist verheiratet; er hat zwei Söhne und eine Tochter.

## Geschäftliches
Du Plessis war erst im Marketing von Sportartikeln tätig und etablierte dann Sport Plan (Pty) Ltd, um „qualitativ hochwertige Sport-, Service- und medizinische Einrichtungen“ zu entwickeln. Sports Plan ging in Sail (Pty) Ltd auf, und du Plessis wurde Direktor in der Sail Group (umbenannt in MARC Group Ltd.). Die MARC-Gruppe besitzt 50 % der Blue Bulls Company sowie 24,9 % der Anteile an den Teams Western Province Rugby und Griffons Rugby. Sail managt auch das Sports Science Institute.
Anfänglich mit dem Consortium Stade de France bei der Entwicklung und Verwaltung des Kapstadt-Stadion für die FIFA Fußball-Weltmeisterschaft 2010 beteiligt, zog sich Sail aus dem Projekt im Jahr 2010 zurück. Du Plessis, damals der Vorstandsvorsitzende der Sail de Stade Operating Company, erklärte, dass die Schaffung des Stadions finanziell nicht sinnvoll für die Aktionäre der Gruppe sei. Er betonte, dass das Stadion ein Vermögenswert und eine „brillante Anlage“ sei, und obwohl die Kosten für die Verwaltung des Stadions bedeutsam seien, sollten sie für die Stadt Kapstadt kein unüberwindliches Problem darstellen.

## Publikationen
- Tim Noakes, Morné du Plessis: Rugby Without Risk: A Practical Guide to the Prevention and Treatment of Rugby Injuries. Van Schaik, Pretoria 1996, ISBN 0-627-01947-1.